# Iglesia de Nuestra Señora de la Encina (Pinofranqueado)
La iglesia de Nuestra Señora de la Encina es un templo católico de los siglos XVII-XVIII ubicado en el municipio español de Pinofranqueado, en la provincia de Cáceres. Es la más antigua de las cuatro iglesias parroquiales del municipio y la que da servicio a la capital municipal.

## Localización
Se ubica en el oeste del casco urbano de la capital municipal, unos cien metros al este de la confluencia del río de los Ángeles con el río Esperabán. El imafronte del templo se ubica en el lateral oriental de la plaza Reina Victoria, una pequeña plazuela que hace las funciones de plaza mayor del pueblo. A escasos metros del templo se ubica la casa consistorial de Pinofranqueado, que incluye una oficina de Correos. Por el norte y sur del edificio hay dos pequeñas callejuelas, denominadas respectivamente "calle Derechos Humanos" y "calle Coloriano". Al sureste del templo salen dos calles algo más anchas: la avenida Diodora Bravo, que hacia el sur lleva a la carretera autonómica EX-204, y la calle Obispo Jarrín, que hacia el este lleva a la carretera provincial CC-120.
Antes de desarrollarse el actual pueblo en la segunda mitad del siglo XX, la iglesia ocupaba el centro de la antigua alquería de Pino, que se extendía linealmente desde las callejuelas del río hasta la calle Obispo Jarrín, espacio al que únicamente se sumaban algunos callejones al norte del templo.

## Historia
Se conocen pocos datos sobre la historia de este edificio, pero por su arquitectura se ha fechado su construcción en los siglos XVII-XVIII. La documentación más antigua de esta parroquia son sus archivos de defunciones, que se remontan a 1626. Es la parroquia a partir de la cual se fueron segregando las parroquias del oeste de Las Hurdes. El Auto de Ortiz Jarero de 1734 señala que aquel año (en el que según dicho documento se concluyó la obra del templo) su jurisdicción cubría la totalidad del concejo de Pinofranqueado, formado entonces por doce pequeñas localidades o alquerías, así como el Pino Alto (actual barrio de Pinofranqueado, pero que entonces era una alquería de Caminomorisco), más las cuatro alquerías que forman el núcleo principal actual de Caminomorisco (Huerta, Dehesilla, Las Calabazas y Aceña) y el actual despoblado de Arrocerezo. Los habitantes de Cambrón y Cambroncino acudían también a misa a la parroquia de Pinofranqueado hasta 1695, cuando en Cambroncino se creó la actual parroquia de Santa Catalina. El diccionario de Madoz, de mediados del siglo XIX, señala que, siglo y medio después, la parroquia de Pinofranqueado seguía abarcando el mismo territorio que venía teniendo desde 1695.
La parroquia dejó de ser la única del municipio en torno a 1885, cuando el obispo Marcelo Spínola quedó impresionado en una visita por la distancia que los habitantes del valle del río Esperabán tenían que recorrer hasta llegar a la capital municipal; debido a ello, decidió crear la actual parroquia de San Francisco de Asís en Horcajo. En 1920 comenzaron a funcionar como parroquias separadas tanto la iglesia de la pedanía de Ovejuela como la de la capital del vecino municipio de Caminomorisco. La cuarta iglesia parroquial del término municipal, situada en Erías, fue construida en 1955, cuando el obispo Manuel Llopis Ivorra llevó a cabo diversas reformas territoriales para reorganizar la antigua diócesis de Coria como diócesis de Coria-Cáceres.
El templo parroquial tuvo su última gran obra en 1964, cuando el Ministerio de la Vivienda invirtió casi dos millones de pesetas en la reparación y reforma del edificio. Tras esta reforma, en 1989 se revocaron y pintaron tanto los exteriores como los interiores, suprimiéndose  con la pintura el firmamento de la cúpula. A principios del siglo XXI, se ha alertado sobre la necesidad de reparar la cubierta, deteriorada con el paso del tiempo.

## Descripción
Es una estructura construida sobre la base de muros de carga y bóvedas, aunque en su interior también se sustenta sobre pilares adosados. Sus muros están construidos con mampostería, actualmente encalada; no obstante, también se ha empleado el ladrillo para la construcción de este edificio, especialmente como soporte. La nave es de planta rectangular y está compuesta de cuatro tramos; su cubierta es una bóveda de cañón con lunetas y tejado a dos aguas, y el peso de esta bóveda se transmite a los pilares a través de los arcos de medio punto realizados con ladrillos que deslindan los tramos de la nave. A los cuatro tramos de la nave se suma la capilla mayor ubicada en la cabecera, de mayor altura y cubierta con una cúpula sobre pechinas y tejado a cuatro aguas.
Todas las instalaciones anejas al templo se ubican en el lado de la epístola de la nave y la capilla mayor, pareciendo que la planta rectangular se ampliara hacia el sur. En este lado de la epístola se ubican la sacristía junto a la cabecera, la capilla bautismal en el segundo tramo y el campanario a los pies; este último es una torre de un solo cuerpo con cuatro vanos para campanas y tejado a cuatro aguas. Se accede al templo a través de una portada de medio punto de ladrillo, entre dos pilastras y bajo frontón; sobre esta estructura hay un ojo de buey, y en lo alto del imafronte corona el conjunto una pequeña espadaña de mampostería con frontón, este último rematado con una bola en cada lado y una cruz en el centro. Tradicionalmente había dos puertas laterales de medio punto de ladrillo; se conserva la del lado del evangelio o "puerta de la Sombra", mientras que la contraria o "puerta del Sol" se trasladó en 1985 al acceso interior a la capilla bautismal. El edificio cuenta asimismo con varias ventanas rectangulares.
Entre los bienes muebles del interior de la iglesia, destaca el retablo mayor, pieza dieciochesca que cobija las tallas del Crucificado, San Antón, San Juan y en el centro la imagen titular del templo, una advocación mariana denominada "Virgen de la Encina". Según una leyenda local, la iglesia del pueblo fue construida en el lugar donde se halló esta imagen, pues era una imagen antigua que estaba encerrada en el tronco de una encina y le cortaron los brazos para sacarla. Otra leyenda dice que era una imagen del convento de los Ángeles que querían sacar fuera de Las Hurdes, pero al llegar a la encina aquí ubicada los mulos no quisieron continuar el camino.
El retablo mayor, cuyo aspecto barroco indica que podría remontarse a finales del siglo XVII, está diseñado para encajar en el arco de medio punto de la cabecera. La predela está formada por seis ménsulas entre las cuales hay casetones con relieves de encinas, con el sagrario en el centro. Sobre este banco se ubica el cuerpo central de cinco calles, cuyo centro alberga la hornacina de la patrona, sobre el manifestador y coronada por un dosel. El conjunto está coronado por un ático semicircular, que alberga la talla del Crucificado. El aspecto actual del retablo data de 1993, cuando tuvo que ser restaurado debido a un ataque de xilófagos que habían llegado a desestabilizar la estructura.
Existen dos retablos menores, uno del siglo XVI en el lado de la epístola con imágenes más recientes de la Inmaculada y la Sagrada Familia, y otro del XVII en el del evangelio con imágenes de San Sebastián y San Antón. Por su parte, otro elemento singular son los peldaños de acceso al presbiterio, realizados en cantería granítica y que tienen debajo una tumba en piedra con llaves de San Pedro, gorro episcopal e inscripción: "Año de 1721". En el lado del evangelio hay además un púlpito en cantería granítica, sobre basa y fuste y con aspecto ochavado.

## Uso actual
Desde el punto de vista eclesiástico, el templo pertenece al arciprestazgo de las Hurdes de la diócesis de Coria-Cáceres. Dentro de dicho arciprestazgo, oficialmente hay tres parroquias que se reparten la mayor parte del término municipal de Pinofranqueado: una tiene su sede en esta iglesia parroquial de Nuestra Señora de la Encina, mientras que las otras dos parroquias "hurdanas" del municipio son las de San Francisco de Asís en Horcajo y San Antonio de Padua en Erías. Sin embargo, la despoblación de la zona ha llevado a reorganizar las parroquias, y estas tres iglesias parroquiales están ahora a cargo del mismo párroco. La iglesia de Nuestra Señora de la Encina es uno de los pocos templos de la zona que cuenta con una misa diaria, mientras que Horcajo y Erías solamente tienen misa los domingos. La gestión de esta parroquia de tres sedes está muy vinculada a los Esclavos de María y de los Pobres, que tienen en el pueblo una "casa de misericordia" donde atienden a personas con discapacidad. Por el contrario, la parroquia de Nuestra Señora de los Ángeles de Ovejuela se mantiene eclesiásticamente separada del resto del municipio y de Las Hurdes, ya que pertenece al arciprestazgo de Montehermoso.
Desde el siglo XVII, la parroquia de Pinofranqueado cuenta con una ermita a su cargo, la ermita del Cristo de la Salud, que junto a la iglesia de Nuestra Señora de la Encina era uno de los dos principales edificios de la antigua alquería del Pino, que dio origen al casco antiguo del actual pueblo. En torno a 1980 se construyó una segunda ermita en el municipio, la ermita de Nuestra Señora de las Hurdes, ubicada cerca de la confluencia de los ríos Avellanar y Esperabán y destinada a la celebración anual de una romería. Algunas alquerías del municipio cuentan además con sus propias "iglesias" locales, como las que hay en las afueras orientales de Sauceda (fechada en 1970) o en el centro de Castillo (de 1979); estos edificios se construyeron dentro de un plan de la dictadura franquista para asegurar la presencia de un templo católico en todos los pueblos pequeños posibles, pero actualmente no están reconocidas por la diócesis en la lista de iglesias parroquiales y se consideran simples capillas de la parroquia de Pinofranqueado.
El templo parroquial de Nuestra Señora de la Encina tiene gran relevancia en las fiestas de agosto, cuando el pueblo se llena de turistas y emigrantes. El día 15 de agosto, conmemorándose la Asunción de la Virgen, tiene lugar en este templo la misa y procesión de Nuestra Señora de la Encina, patrona del municipio, en honor a la cual el Ayuntamiento de Pinofranqueado organiza una semana cultural. Posteriormente, el último domingo de agosto, cuando el pueblo celebra su conocida fiesta de La Enramá, el exterior del templo es la sede del baile conocido como "Jota del Arco".
La Junta de Extremadura registró el edificio en su Inventario del Patrimonio Histórico y Cultural de Extremadura en 2006. El Plan General Municipal de Pinofranqueado de 2020 protege el edificio como monumento de relevancia local.